# Leptonetela caucasica
Leptonetela caucasica är en spindelart som beskrevs av Peter Mikhailovitch Dunin 1990. Leptonetela caucasica ingår i släktet Leptonetela och familjen Leptonetidae. Inga underarter finns listade i Catalogue of Life.